# Вимпел Р–23
Вимпел Р–23 (рус. Vympel R–23, НАТО ознака AA–7 Apex) је ракета ваздух—ваздух средњег домета развијена у Совјетком Савезу намијењена ловачким авионима. Замијенила ју је унапријеђена верзија већег домета — Р–24. По својим перформансама и намјени слична је ракети америчке производње — АИМ–7 Врабац.

## Развој
Развој нове ракете за ловац МиГ–23 почео је средином 1960-их. Намјена нове ракете, првобитно назване К–23, била је уништавање мета величине бомбардера, са способношћу да гађа мете које су на већој висини него авион с којег се лансира. Након што је увиђено да је неизведиво комбиновање полуактивно радарски вођеног система и инфрацрвеног система навођења, конструисане су ракете које су имале или полуактивно радарско или инфрацрвено вођење. Први тестови с новим рактама су проведени 1967. године.
Године 1968. Совјети су прибавили америчку ракету AIM–7, која је послужила за развој нове ракете К–25. Упоредбом обје ракете одлучено је да у производњу уђе К–23, понајприје ради већег домета и веће отпорности на противничке противмјере. Рад на К–25 је завршио 1971, но ипак су нека рјешења коришћена при конструисању ракете Р–27. Р–23 је ушла у употребу у јануару 1974, и то у верзији са полуактивним радарским вођењем као Р–23Р, а у верзији с инфрацрвеним вођењем као Р–23Т. Обје верзије су користиле исти мотор и исту бојеву главу чији је радијус убојитог дјеловања био 8 m. На Западу, ракете су добиле ознаке AA–7A и AA–7B. За вјежбе бојевог гађања развијена је ракета Р–23УТ без бојеве главе.
Максимални ефективни домет Р–23Р је износио око 14 km, при мањим, и 25 km при већим висинама. Домет Р–23Т је износио 11 km и био је ограничен визуелним дометом система вођења. Обје верзије су се могле лансирати при оптерећењу од 4 g према метама под оптерећењем и до 5 g. Највеће тактичко ограничење био је велики минимални ефективни домет, који је за верзију Р–23Т износио 1.300 m, а за Р–23Р и 2 km. Произведен је велики број ракета Р–23 у експерименталним конструкционим бироима Молнија (бивши ОКБ–4) и Вимпел (бивши ОКБ–134). Такође, у Румунији су се производиле под лиценцом као A–911.
Побољшана верзија ракете, Р–24, се почела користити од 1975. на авионима МиГ–23ML/MLD. Побољшана Р–24Р је могла закључати (енгл. lock-on) мету након лансирања и повећан јој је домет на 50 km, као и висина на којој је могла дјеловати — до 25.000 m. Р–23Т је добила унапријеђени систем трагања с већом осјетљивошћу. Обје верзије су добиле већи мотор, тежу бојеву главу и увелико им је смањен минимални ефективни домет — на 500 m. Такође, било је могуће лансирати их и користити их против авиона под оптерећењем од 7 g. Ракете су у Совјетском Савезу званично зване Производ (рус. izdeliye) 140 и 160, а на Западу су биле познате под НАТО ознакама AA–7C и AA–7D. Ракета Р–24 је у Руском ратном ваздухопловству остала у ограниченој употреби све до 1997. године, када је из употребе повучен посљедњи руски МиГ–23.

## Употреба
Ракете Р–23 су коришћене у јуну 1982. у долини Бека, током рата у Либану, но није познато с коликом успјешношћу. Док су совјетски и сиријски извори наводили да је помоћу њих оборено неколико израелских авиона, израелски извори су те наводе порицали. Такође, забиљежена су бројна обарања помоћу ове ракете у Ирачко-иранском рату, када су их ирачки авиони МиГ–23 користили у борби против иранских авиона F–4D/E Фантом i F–5E.

## Спецификације
- Дужина: (R–23R, R–24R) 4,5 m; (Р–23Т, Р–24Т) 4,2
- Размах крила: 1
- Пречник: 223
- Тежина: (R–23R, R–24R) 222 kg, 243 kg; (Р–23Т, Р–24Т) 215 , 235
- Брзина: 3 Маха
- Домет: (Р–23Р) 35 km; (Р–24Р) 50 km; (Р–23Т, Р–24Т) 15
- Навођење: (Р–23Р, Р–24Р) полуактивно радарско; (Р–23Т, Р–24Т), инфрацрвено
- Бојева глава:  25 kg (R–23) 35 kg (Р–24)